# 아시리아 유수

기원전 8세기~7세기 신아시리아 제국이 북이스라엘 왕국을 파괴하고 유다 왕국을 정복한 후 이스라엘 민족을 추방하는 모습.

아시리아 유수는 고대 이스라엘과 유다의 역사에서 수만 명의 북이스라엘 왕국 이스라엘 민족이 신아시리아 제국에 의해 재산을 빼앗기고 강제 이주당했던 시기이다. 이는 신아시리아 제국의 재정착 정책을 증명하는 많은 사례 중 하나로, 이스라엘 민족의 대규모 추방은 티글라트-필레세르 3세와 샬마네세르 5세가 주도한 아시리아의 이스라엘 정복 직후 시작되었다. 이후 아시리아 왕인 사르곤 2세와 센나케립도 기원전 701년 예루살렘 공방전 이후 인접한 유다 왕국의 이스라엘 민족을 복속시켰으나, 그들의 영토를 완전히 합병하지는 못했다. 아시리아 유수의 희생자들은 사라진 열 지파로 알려져 있다. 유다 왕국은 기원전 587년 바빌론의 예루살렘 공방전으로 인해 바빌론 유수와 함께 멸망했다. 모든 이스라엘 주민이 아시리아인에게 추방된 것은 아니었으며, 이전 왕국 영토에서 추방되지 않은 사람들은 결국 사마리아인으로 알려지게 되었다.

## 성경적 설명
현대 학자들에 따르면 유수는 대략 기원전 732년에 시작되었다.
그러므로 이스라엘 하나님이 앗수르 왕 불의 마음을 일으키시며 앗수르 왕 디글랏빌레셀의 마음을 일으키시매 곧 르우벤과 갓과 므낫세 반 지파를 사로잡아 할라와 하볼과 하라와 고산 강 가에 옮긴지라 그들이 오늘까지 거기에 있으니라
이스라엘 왕 베가 때에 앗수르 왕 디글랏 빌레셀이 와서 이욘과 아벨벳 마아가와 야노아와 게데스와 하솔과 길르앗과 갈릴리와 납달리 온 땅을 점령하고 그 백성을 사로잡아 앗수르로 옮겼더라
기원전 722년, 최초 추방 약 10년 후, 북이스라엘 왕국의 통치 도시인 사마리아는 샬마네세르 5세가 시작한 3년간의 공성전 끝에 마침내 사르곤 2세에게 점령되었다.
3 앗수르의 왕 살만에셀이 올라오니 호세아가 그에게 종이 되어 조공을 드리더니 4 그가 애굽의 왕 소에게 사자들을 보내고 해마다 하던 대로 앗수르 왕에게 조공을 드리지 아니하매 앗수르 왕이 호세아가 배반함을 보고 그를 옥에 감금하여 두고 5 앗수르 왕이 올라와 그 온 땅에 두루다니고 사마리아로 올라와 그 곳을 삼 년간 에워쌌더라 6 호세아 제구년에 앗수르 왕이 사마리아를 점령하고 이스라엘 사람을 사로잡아 앗수르로 끌어다가 고산 강 가에 있는 할라와 하볼과 메대 사람의 여러 고을에 두었더라
11   앗수르 왕이 이스라엘을 사로잡아 앗수르에 이르러 고산 강 가에 있는 할라와 하볼과 메대 사람의 여러 성읍에 두었으니 12   이는 그들이 하나님 여호와의 말씀을 듣지 아니하고 그의 언약과 여호와의 종 모세가 명령한 모든 것을 따르지 아니하였음이더라
위에서 언급된 "메디아인의 성읍들"이라는 용어는 원래 텍스트인 "메디아 산맥"에서 변형된 것일 가능성이 제기된다.
8   아사가 이 말 곧 선지자 오뎃의 예언을 듣고 마음을 강하게 하여 가증한 물건들을 유다와 베냐민 온 땅에서 없애고 또 에브라임 산지에서 빼앗은 성읍들에서도 없애고 또 여호와의 낭실 앞에 있는 여호와의 제단을 재건하고 9   또 유다와 베냐민의 무리를 모으고 에브라임과 므낫세와 시므온 가운데에서 나와서 저희 중에 머물러 사는 자들을 모았으니 이는 이스라엘 사람들이 아사의 하나님 여호와께서 그와 함께 하심을 보고 아사에게로 돌아오는 자가 많았음이더라 10   아사 왕 제십오년 셋째 달에 그들이 예루살렘에 모이고
많은 민간인들이 침략 중에 살해되었는데, 유아들은 머리가 부서지고 임산부들은 배가 갈라졌다. 비슷한 행위들이 이후의 아시리아 정복, 예를 들어 아시리아의 엘람 정복에서도 자행되었다.
역대기하 30장은 당시 아시리아로 끌려가지 않고 남은 사람들이 있음을 보여준다. 이들은 히즈키야 왕에 의해 유대인들과 함께 예루살렘에서 유월절을 지키는 잔치에 초대되었다.(이 절기는 원래 날짜보다 한 달 뒤로 정해졌다.) 히즈키야는 북이스라엘 왕국의 남은 자들에게 이 소식을 전하기 위해 사신들을 보냈는데, 이 사신들은 에브라임, 므나쎄, 스불론 지역을 방문하는 동안 조롱을 받았다. 그러나 아셀, 므나쎄, 스불론의 일부 사람들은 예루살렘으로 왔다. 이 장의 후반부에는 이싸갈 지파 사람들과 "이스라엘 땅에서 나온" 이방인들까지도 유월절 행사에 참여했다고 언급되어 있다. 움베르토 카수토와 엘리아 사무엘 아르톰과 같은 성서학자들은 히즈키야가 이스라엘 왕국의 거주민들이 남아 있던 이 지역들을 자신의 왕국에 합병했을 수도 있다고 주장했다.
히스기야가 온 이스라엘과 유다에 사람을 보내고 또 에브라임과 므낫세에 편지를 보내어 예루살렘 여호와의 전에 와서 이스라엘 하나님 여호와를 위하여 유월절을 지키라 하니라

5   드디어 왕이 명령을 내려 브엘세바에서부터 단까지 온 이스라엘에 공포하여 일제히 예루살렘으로 와서 이스라엘 하나님 여호와의 유월절을 지키라 하니 이는 기록한 규례대로 오랫동안 지키지 못하였음이더라 6   보발꾼들이 왕과 방백들의 편지를 받아 가지고 왕의 명령을 따라 온 이스라엘과 유다에 두루 다니며 전하니 일렀으되 이스라엘 자손들아 너희는 아브라함과 이삭과 이스라엘의 하나님 여호와께로 돌아오라 그리하면 그가 너희 남은 자 곧 앗수르 왕의 손에서 벗어난 자에게로 돌아오시리라 7   너희 조상들과 너희 형제 같이 하지 말라 그들은 그의 조상들의 하나님 여호와께 범죄하였으므로 여호와께서 멸망하도록 버려 두신 것을 너희가 똑똑히 보는 바니라 8   그런즉 너희 조상들 같이 목을 곧게 하지 말고 여호와께 돌아와 영원히 거룩하게 하신 전에 들어가서 너희 하나님 여호와를 섬겨 그의 진노가 너희에게서 떠나게 하라 9   너희가 만일 여호와께 돌아오면 너희 형제들과 너희 자녀가 사로잡은 자들에게서 자비를 입어 다시 이 땅으로 돌아오리라 너희 하나님 여호와는 은혜로우시고 자비하신지라 너희가 그에게로 돌아오면 그의 얼굴을 너희에게서 돌이키지 아니하시리라 하였더라
11   그러나 아셀과 므낫세와 스불론 중에서 몇 사람이 스스로 겸손한 마음으로 예루살렘에 이르렀고 12   하나님의 손이 또한 유다 사람들을 감동시키사 그들에게 왕과 방백들이 여호와의 말씀대로 전한 명령을 한 마음으로 준행하게 하셨더라
18   에브라임과 므낫세와 잇사갈과 스불론의 많은 무리는 자기들을 깨끗하게 하지 아니하고 유월절 양을 먹어 기록한 규례를 어긴지라 히스기야가 그들을 위하여 기도하여 이르되 선하신 여호와여 사하옵소서

25   유다 온 회중과 제사장들과 레위 사람들과 이스라엘에서 온 모든 회중과 이스라엘 땅에서 나온 나그네들과 유다에 사는 나그네들이 다 즐거워하였으므로 26   예루살렘에 큰 기쁨이 있었으니 이스라엘 왕 다윗의 아들 솔로몬 때로부터 이러한 기쁨이 예루살렘에 없었더라
역대기하 31장에는 이스라엘 왕국의 남은 자들이 집으로 돌아갔지만, 그 전에 "온 유다와 베냐민, 에브라임과 므나쎄"에 남아 있던 바알과 아세라 우상 숭배 장소들을 파괴했다고 언급되어 있다.
이 모든 일이 끝나매 거기에 있는 이스라엘 무리가 나가서 유다 여러 성읍에 이르러 주상들을 깨뜨리며 아세라 목상들을 찍으며 유다와 베냐민과 에브라임과 므낫세 온 땅에서 산당들과 제단들을 제거하여 없애고 이스라엘 모든 자손이 각각 자기들의 본성 기업으로 돌아갔더라

## 아시리아 쐐기 문자
바빌론 연대기 ABC1은 성경에 기록된 대로 샬마네세르 5세가 사마리아를 정복했다고 기록한다. 마찬가지로 아시리아 쐐기 문서는 사르곤 2세에 의해 새로운 아시리아 지방인 사메리나의 수도 사마리아에서 27,290명의 포로가 잡혔다고 명시한다.
사르곤은 두르샤루킨(코르사바드) 왕궁 벽에 자신의 첫 원정을 기록했다.
나의 통치 첫 해에 사마리아 백성 27,290명을 ... 끌고 갔다.
나의 왕실 장비를 위해 50대의 전차를 선발했다. 나는 도시를 재건했다. 나는 이전보다 더 크게 만들었다.

내가 정복한 땅의 백성들을 그곳에 정착시켰다. 내 관리(타르탄)를 그들의 총독으로 임명했다. (L.ii.4.)
북이스라엘 왕국의 패배에 대한 위 기록은 사르곤의 기록에서 사소한 사건처럼 다루어졌다. 일부 역사가들은 이스라엘의 패배가 쉬웠던 이유를 이전 20년간의 침략, 패배, 추방에 돌린다.
공방전에서 사망한 자들과 침략 전후에 자발적으로 도피한 자들을 제외하고 수십만 명의 포로가 잡혔을 것으로 추정하는 학자들이 있다. 반면, 아시리아인들이 추방한 인구는 오히려 제한적이었고, 대부분의 인구는 제자리에 남아 있었다는 주장도 제기되었다. 상당수의 인구가 남쪽 유다 왕국으로 도피했다는 증거도 있다. 고고학적으로 볼 때, 침략은 많은 유적지에서 대규모 파괴와 유기가 동반되었음이 알려져 있다. 추방 이후 아시리아에 이스라엘 민족이 존재했음을 기록한 일부 쐐기 문자 텍스트도 있다.

## 현대 학설
현대 학자들은 아시리아의 이스라엘 왕국 정복(기원전 722~720년) 이전과 이후에 추방이 발생했으며, 갈릴래아, 트란스요르단, 사마리아 전역에 걸쳐 다양한 영향을 미쳤음을 확인한다. 초기 아시리아 침략 동안 갈릴래아와 트란스요르단은 대규모 추방을 겪었고, 부족 전체가 사라진 경우도 있다. 실제로 르우벤 지파, 가드 지파, 단 지파, 납달리 지파는 다시는 언급되지 않는다. 이 지역의 유적들은 기원전 8세기 말에 대규모 인구 감소 과정이 일어났음을 보여주는데, 많은 유적지가 파괴되거나 버려지거나 긴 공백기를 보인다. 대조적으로, 더 크고 인구가 많았던 사마리아의 유적은 더 복합적인 그림을 제시한다. 아시리아 침략 동안 일부 유적지가 파괴되거나 버려졌지만, 사마리아와 메기도와 같은 주요 도시들은 대부분 온전히 남아 있었고, 다른 유적지들은 점유의 연속성을 보여준다. 아시리아인들은 바빌로니아, 엘람, 시리아 출신 망명자들을 게셀, 하디드, 세겜 북쪽 마을과 띠르사에 정착시켰다. 그러나 아시리아인들이 주장한 대로 30,000명을 추방했더라도 많은 이들이 그 지역에 남아 있었을 것이다. 물질 문화의 변화를 바탕으로, 아담 제르탈은 사마리아 이스라엘 민족의 10%만이 추방되었고, 수입된 정착민의 수는 아마도 수천 명을 넘지 않았을 것이며, 이는 대부분의 이스라엘 민족이 사마리아에 계속 거주했음을 시사한다고 추정했다.
고고학자 에릭 클라인은 사마리아 이스라엘 인구의 10~20%(즉, 40,000명의 이스라엘 민족)만이 기원전 720년에 아시리아로 추방되었다고 본다. 약 80,000명의 이스라엘 민족은 유다로 도피했고, 100,000명에서 230,000명의 이스라엘 민족은 사마리아에 남아 외국인 정착민들과 통혼하여 사마리아인을 형성했다.

## 귀환
고레스 칙령으로 유다 왕국의 유민들이 바빌론 유수에서 귀환할 때, 그보다 이전 아시리아 시기에 끌려간 북이스라엘의 유민들도 일부 귀환했다. 수세기 후에도 복구된 유다 왕국의 랍비들은 사라진 열 지파의 귀환에 대해 논쟁을 벌였다.
역대기 9장 3절에 따르면, 시온으로의 귀환에 참여한 이스라엘 민족은 유다 지파와 그 안에 흡수된 시므온 지파, 베냐민 지파, 레위 지파(레위인과 제사장)와 함께, 열왕기 2장 17절에 따르면 아시리아인에게 유수되었던 에브라임 지파와 므나쎄 지파 출신으로 언급되어 있다(성경학자 움베르토 카수토와 엘리아 사무엘 아르톰은 이 두 지파의 이름이 유수되지 않고 유다 민족에 흡수된 모든 열 지파의 남은 자들을 의미한다고 주장했다).
유다 자손과 베냐민 자손과 에브라임 자손과 므나쎄 자손 중에 예루살렘에 거주하는 자들이 있었다.
그럼에도 불구하고 느헤미야 11장 3절은 유대인 거주지에 정착한 "이스라엘"이라는 집단을 묘사한다. 이 "이스라엘"은 서로 통혼한 다양한 이스라엘 지파들로 구성되었다. 대조적으로 유다와 베냐민 지파는 예루살렘에 정착했다.

## 추가 문헌
- Koch, Ido (2022). "Israel and Assyria, Judah and Assyria". In Keimer, Kyle H.; Pierce, George A. (eds.). The Ancient Israelite World. Taylor & Francis. ISBN 9781000773248